# إميلي هنريتا هيكي
إميلي هنريتا هيكي (بالإنجليزية: Emily Henrietta Hickey) (1845 - 1924)؛ كاتِبة ومؤلِّفة وشاعرة بريطانية.